# Шара (Сицилія)

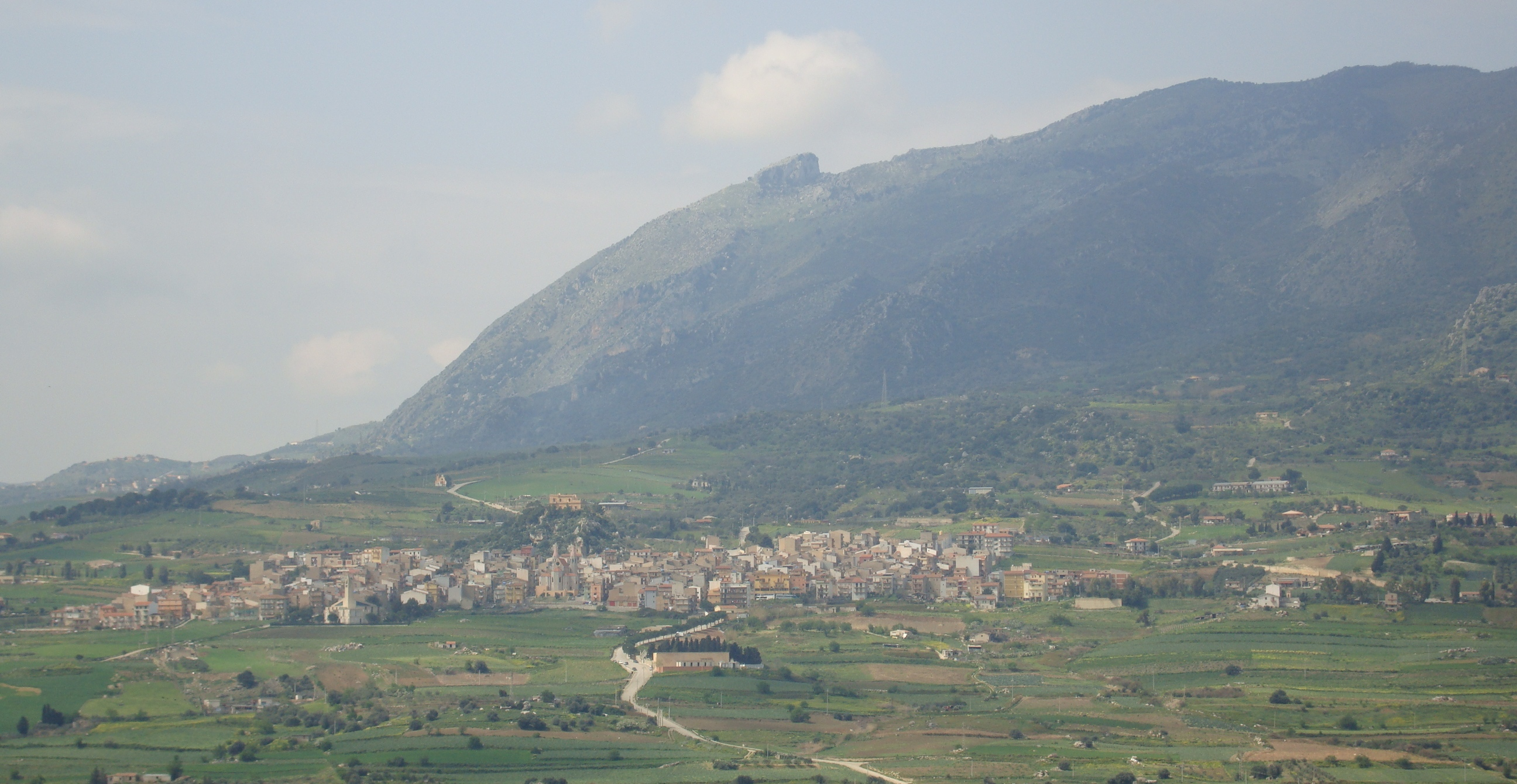
Панорама Шари

Шара (італ. Sciara, сиц. Sciara) — муніципалітет в Італії, у регіоні Сицилія, метрополійне місто Палермо.
Шара розташована на відстані близько 460 км на південь від Рима, 45 км на південний схід від Палермо.
Населення — 2827 осіб (2014).
Щорічний фестиваль відбувається другої неділі серпня. Покровитель — S.S. Crocifisso.

## Демографія
Населення за роками:

Станом на 1 січня 2023 року в муніципалітеті офіційно проживало 115 іноземців з 4 країн, серед них 7 громадян країн Євросоюзу та 3 громадяни України.

## Сусідні муніципалітети
- Алімінуза
- Каккамо
- Черда
- Терміні-Імерезе